# The Mountain Eagle
Pour plus de détails, voir Fiche technique et Distribution.
The Mountain Eagle est un mélodrame romantique britannico-allemand muet réalisé par Alfred Hitchcock et sorti en 1926. C'est le deuxième film d'Hitchcock en tant que réalisateur après Le Jardin du plaisir (The Pleasure Garden, 1925).
Le film est considéré comme perdu et fait partie du top 10 des 75 films les plus recherchés du BFI, étant même le plus recherché parmi tous ces films. Hitchcock parlait de The Mountain Eagle comme étant un « mauvais film ».

## Synopsis
Pettigrew, un boutiquier éconduit par l'institutrice Beatrice Talbot, accuse cette dernière d'essayer de séduire son fils handicapé, Edward. Rejetée par la communauté, elle s'enfuit dans la montagne où elle épouse un ermite, John "Fear O' God" Fulton. Fulton et Pettigrew ont autrefois été rivaux en amour, et même si c'est Fulton qui a épousé la belle, l'amertume persiste. Pettigrew cache son fils et accuse Fulton de meurtre. Emprisonné pour un crime qu'il n'a pas commis, Fulton est finalement relâché. Beatrice et lui peuvent enfin vivre paisiblement.

## Fiche technique
- Titre : The Mountain Eagle
- Titre original : The Mountain Eagle
- Réalisation : Alfred Hitchcock
- Assistant-réalisateur : Alma Reville
- Scénario : Max Ferner et Eliot Stannard, d'après une histoire de Charles Lapworth
- Images : Gaetano di Ventimiglia
- Décors : Ludwig Reiber et Willy Reiber
- Production : Michael Balcon, pour Gainsborough Pictures et Münchner Lichtspielkunst AG (Emelka)
- Pays d'origine : Royaume-Uni et Allemagne  République de Weimar
- Format : noir et blanc - Film muet - 1,33 : 1
- Genre cinématographique : Drame, romance et thriller
- Durée : 57 minutes
- Date de sortie : 25 mai 1926

## Distribution
- Nita Naldi : Beatrice

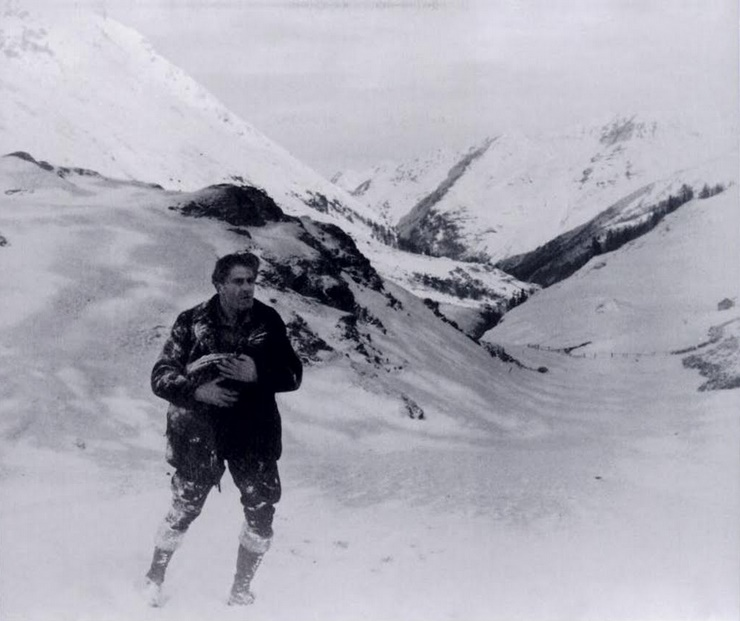
Malcolm Keen, photographie de plateau.

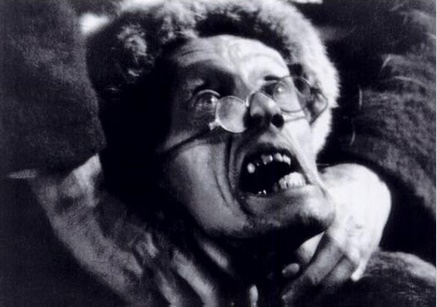
Bernhard Goetzke, photographie de plateau.

- Malcolm Keen : John "Fear o' God" Fulton
- John F. Hamilton : Edward Pettigrew
- Bernhard Goetzke : Mr. Pettigrew
- Ferdinand Martini

## Production
Situé au Kentucky, le film a cependant été principalement produit aux studios Emelka Film à Munich, en Allemagne à l'automne 1925, les scènes extérieures étant tournées au village d'Obergurgl, au Tyrol autrichien. La production a été en proie à plusieurs problèmes, dont l'effondrement d'un toit d'un immeuble du village causée par la demande d'Hitchcock d'y projeter de la neige. De plus, Hitchcock souffrait du mal aigu des montagnes. Pour la réalisation du film, Hitchcock a eu plus de liberté d'action qu'il n'en aurait eu en Angleterre, et du fait de la production du film en Allemagne, il a été influencé par le style cinématographique allemand et la technique de production.
Le film a été projeté pour les producteurs en octobre 1926 mais ne fut pas apprécié, et ce ne fut qu'après le succès du film Les Cheveux d'or (The Lodger) qu'ils décidèrent de sortir le film, en mai 1927. Le film a été mal reçu et critiqué pour son manque de réalisme, et Hitchcock lui-même a été soulagé que plus aucune copie du film n'ait été retrouvée. Six photographies de plateau du film sont reproduites dans le livre de François Truffaut, et d'autres photographies ont ensuite été retrouvées. En 2012, vingt-quatre photographies ont été découvertes dans les archives de l'un des amis proches de Hitchcock.
Le Tirol Film Commission Cine a décrit l’œuvre comme "le film le plus recherché dans le monde", et le British Film Institute a placé le film en première position sur leur liste de films disparus et est le film le plus activement recherché.